# Fontaines-Saint-Martin
Fontaines-Saint-Martin è un comune francese di 3 060 abitanti situato nella metropoli di Lione della regione Alvernia-Rodano-Alpi.

## Società

### Evoluzione demografica
Abitanti censiti